# Weird (chanson)
Singles de Hanson
I Will Come to You
(1997) Thinking of You
(1998)
Clip vidéo
[vidéo] « Weird », sur YouTube
Weird est une chanson du groupe de rock américain Hanson extraite de leur premier album, Middle of Nowhere, sorti en 1997 sur le label Mercury Records. C'était le quatrième single issu de cet album.
La chanson est sorti en single en mai 1998, environ un an après la sortie de album. Elle a atteint la 4e place en Finlande et en Flandre (la Belgique néerlandophone), la 10e place en Nouvelle-Zélande, la 12e place en Australie, la 19e place au Royaume-Uni, la 21e place en Suède, la 39e place en Wallonie (la Belgique francophone), la 72e place aux Pays-Bas et la 80e place en Allemagne.

## Composition
La chanson est écrite par les frères Hanson (Isaac, Taylor et Zac) avec l'auteur-compositeur américain Desmond Child, qui la considère comme la chanson favorite de sa carrière lors de son introduction au Songwriters Hall of Fame en 2008.